# Natalie MacMaster
Natalie Ann MacMaster (Nuova Scozia, 13 giugno 1972) è una musicista canadese.

## Biografia
Natalie MacMaster ha raggiunto popolarità nel 1999, con la pubblicazione del suo album In My Hands, che ha vinto due Juno Awards. Da allora ha accumulato due vittorie ed otto candidature alla medesima premiazione. Ha inoltre ricevuto una candidatura ai Grammy Awards 2000. Nel 2006 è diventata membro dell'Ordine del Canada mentre nel 2015 One, album collaborativo con Donnell Leahy, ha segnato il suo primo ingresso nella Billboard Canadian Albums alla 23ª posizione. È stato seguito l'anno seguente da A Celtic Christmas Family, che si è invece fermato alla numero 49.

## Discografia

### Album
- 1989 – Four on the Floor
- 1991 – Road to the Isle
- 1993 – Fit as a Fiddle
- 1997 – No Boundaries
- 1999 – In My Hands
- 2000 – My Roots Are Showing
- 2003 – Blueprint
- 2005 – Natalie & Buddy MacMaster: Traditional Music from Cape Breton Island
- 2006 – Yours Truly
- 2011 – Cape Breton Girl
- 2015 – One (con Donnell Leahy)
- 2016 – A Celtic Christmas Family (con Donnell Leahy)
- 2019 – Sketches

### Album dal vivo
- 2000 – Live

### Raccolte
- 1996 – A Compilation

### Singoli
- 1996 – Catharsis
- 1997 – Fiddle and Bow (con Bruce Guthro)
- 1997 – The Drunken Piper (con Cookie Rankin)
- 1999 – In My Hands
- 1999 – Get Me Through December (con Alison Krauss)
- 2004 – Appropriate Dipstick